# Международна награда на херцога на Единбург
Международната награда на херцога на Единбург е създадена в Обединеното кралство през 1956 г. Основната цел е била да се мотивират момчета между 15 и 18-годишна възраст да се включат в балансирана програма за доброволно личностно развитие, която да им помогне и съпътства през потенциално трудния период между подрастването и зрелостта.

## История на наградата

### Наградата в Обединеното кралство
Програмата е създадена с огромно внимание от малък екип, воден от Негово кралско височество херцога на Единбург, повече познат като принц Филип, съпругът на Кралица Елизабет II, д-р Курт Хан, германски специалист в областта на образованието, основател на Outward bound и United World Colleges и сър Джон Хънт (по-късно лорд), лидер на първата успешна експедиция, покорила връх Еверест.
През първата година от създаването и, долната възрастова граница е намалена на 14 години и оттогава не е променяна. През 1958 г. в програмата вече могат да се включат и момичета, а двете отделни схеми са обединени през 1969 г. През 1957 г. горната възрастова граница е увеличена на 19 г., през 1965 г. на 20 г., през 1969 г. на 21 г., а през 1980 г. достига до 25 г.
Днес наградата е достъпна за всички младежи на възраст между 14 и 24 годишна възраст. Tе следва да завършат, което и да е от нивата преди навършване на 25 години.
Уникалната гъвкавост на наградата я прави лесна за адаптация и интеграция в различни култури и общества и тя скоро е възприета от училища и младежки организации в други страни извън Обединеното Кралство.
От 1956 г. насам програмата се е развила и разраснала значително. Наградата достига до млади хора в над 130 страни под различни наименования – например: The Duke of Edinburgh’s Award, The International Award for Young People, The President’s Award и The National Youth Achievement Award. Използват се и по-специфични национални названия, например Premio Infante D. Henrique в Португалия и Avartti във Финландия. Днес всички те са обединени от визуалната идентичност и стратегическата визия за една програма, разпозната по целия свят само с две имена: The Duke of Edinburgh’s International Award или International Award for Young People.

#### Наградата в България
През 2009 г. Наградата влиза за първ път в България чрез Народно читалище „Бъдеще сега -2006“, което е лицензиран оператор на Наградата.
След като получава положителен отзвук и подкрепата на не малко бизнес организации и институции, в средата на 2013 г. се взима решение да се създаде национална структура на Наградата, чиято основна цел да бъде мултиплицирането на програмата за личностно развитие и налагането и като инструмент за работа с младежи, който стимулира и сертифицира дейностите, качествата и уменията, които се развиват извън академична или училищна среда.
Учредената в началото на 2014 г. фондация „Международна награда на херцога на Единбург – България“ е организацията, официално лицензирана да предоставя и координира Наградата в България.

### Какво представлява Наградата?
Наградата е програма за личностно развитие за младежи на възраст между 14 и 24 години. Тя има три нива: Бронз, Сребро и Злато, във всяко едно от които те поставят свои лични цели, които следват за определен период от време. Участниците избират активности в направленията: Умения, Физическа активност и Доброволчество и преживяват Приключенско пътуване. За да постигнат най-високото ниво на Наградата – Злато, те участват в Проект в полза на обществото, далеч от родното си място.
С подкрепата на опитни Лидери и ментори участниците в Програмата съзнателно следят прогреса си и учат за света около тях преживявайки.
По време на цялата Програма младежите развиват и работят в сфери на свои съществуващи интереси или в области непознати за тях дотогава. Наградата не е съревнование. В основата ѝ са личният напредък и постижения. Програмата на Наградата е прекрасен инструмент, с който се изграждат умения, които служат както в живота в училище и университета, така и след това. Училища, бизнес компании, младежки организации, неправителствени организации, спортни клубове и институции я прилагат в работата си еднакво добре и постигат високи резултати.
Създадена в началото на 2014 г., фондация „Международна Награда на Херцога на Единбург – България“ е организацията, официално лицензирана да предоставя и координира Наградата в България. Пръв патрон на младежката програма в България е г-н Росен Плевнелиев, Президент на Р. България (2012 – 2017). Патрон на Наградата в България е ген. Румен Радев, Президент на Р. България.

#### Важни понятия
- Участник – младеж между 14 и 24 г., който участва в програмата на Наградата и се стреми да завърши Бронзово, Сребърно и/или Златно ниво.
- Лидер – човекът, който е от самото начало заедно с участника и му помага да избере конкретните дейности в 4-те направления, в които ще се развива, да си постави цели, да планира дейностите си и да извърви предстоящия път по най-добрия начин. Всеки участник задължително има свой лидер.
- Ментор – специалист в определена сфера, който помага на участника да си постави реалистична и амбициозна цел и след това потвърждава постигането ѝ. Участника има различен ментор за всяка от дейностите, с които се занимава. Участниците сами избират своите ментори.

### Нива
В Международната награда на херцога на Единбург младежите могат да избират 3 нива на трудност.
Всяко от нивата има различна продължителност, което определя и нивото им на трудност. Ниво Бронз продължава 6 месеца, ниво Сребро – 12 месеца, а ниво Злато – 18 месеца. Всеки участник може да избере с кое ниво да започне своето участие в програмата или да ги премине последователно.
Независимо от нивото, което избере участникът, той си поставя цели, които да постига в четирите основни направления на Наградата – „доброволчество“, „физическа активност“ и „умения“, а накрая преживява „приключенско пътуване“.

#### Направления на Наградата
Наградата има четири основни направления.

##### Умения
- Цел – насърчаване развитието на лични интереси и практически умения.
- Етика – това направление трябва да стимулира нови интереси или да усъвършенства съществуващите. По природа тези интереси обикновено не са свързани с физически изисквания – те могат да бъдат хобита, професионални или свързани с конкретна работа умения, социални или индивидуални дейности, културни дейности или житейски умения.

Участниците трябва да бъдат насърчавани да взаимодействат с хора, които имат опит в дейността и така да споделят техния ентусиазъм и познания.
Както и в направление „Физическа активност“, участниците могат или да се заемат с напълно нова дейност, или да се стремят да подобрят способностите си в дейност, която вече извършват.
Изисквания – участниците трябва да изберат дейност, която смятат за интересна и ще са в състояние да случват за продължителен период от време, като следват подхода за поставяне на цели. За да се поддържа същинския баланс на наградата, участниците трябва да внимават да не се захващат с активност, твърде близка до избраните дейности в направления Доброволчество или Физическа активност.
Избраното умение може да бъде такова, което младият човек да изучава в институцията, в която получава редовното си образование или на работното му място. Той, обаче, трябва да бъде в състояние да покаже допълнителни доброволни усилия в свободното си време, с които да подпомогне онова, което така или иначе върши. Наградата има за цел да насърчава младите хора да прескочат собствените си граници и да преодоляват истински предизвикателства, определени от самите тях, а не – да изпълняват минимално възможното.
Важно е участниците да работят върху своето умение с Ментор със значителни познания по дейността, който може да ги подпомага, докато напредват: например учител, лице със съответна квалификация, или опитен възрастен без никаква официална квалификация, който обаче да може да ги ръководи и обучава.
Даден участник може да избере да работи в посока получаване на удостоверение /сертификат от организация, която осъществява и оценява дейността. Това не е задължително условие за получаване на Награда, но ще подсили у участника усещането за постижение и може да му бъде от полза по-нататък в живота или в търсенето на работа.

##### Физическа активност
Цел – да насърчи участието във физическа активност и усъвършенстването при изпълнението ѝ.
Етика – това направление трябва да насърчава участниците да подобрят личните си физически постижения, като тренират и проявяват постоянство в избраната от тях дейност. Участието във физическа активност трябва да бъде приятно преживяване, независимо от физическите способности.
Това направление се основава на вярването, че здравото тяло е добро само по себе си, а често може да помогне и за развитие на здрав ум. Физическата активност е от съществено значение за благополучието и изграждането на дълготрайни полезни навици. При това, преодоляването на физическо предизвикателство дава трайно усещане за постижение и удовлетворение.
Както и в направление Умения, участниците могат или да се заемат с напълно нова дейност, или да се стремят да подобрят способностите си в дейност, вече извършвана от тях.
Изисквания – изискванията се отнасят в еднаква степен за всички младежи, независимо от физическите им способности. Те са също така приложими за елитни спортисти, както и за онези, които не са свикнали да спортуват. Участие, постоянство и напредък са ключът към удовлетворяващите резултати.
Работейки със своя Лидер в Наградата, участниците трябва да изберат физическа активност, която ги интересува и в която могат да се усъвършенстват чрез постоянство за определен период от време, като следват подхода за определяне на цели. За да се поддържа същинския баланс на Наградата, участниците трябва да внимават да не се захващат с активност, твърде близка до избраните дейности в направления Доброволчевство или Умения.
Често помага, където е възможно, включването в клуб или участието в програма на национален управителен орган за даден спорт, за да се осигури структура за дейността. Това не е изискване, но може да бъде от голяма помощ за участника и неговия Ментор по дейността да определят смислена и съизмерима цел.
Участникът може да избере физическа активност, с която се занимава самостоятелно или като част от отбор, и въпреки че самата Награда не е състезателна, състезателните спортове са напълно приемливи за целите на програмата. В случай, че става дума за отборен спорт, важно е индивидуалното лично усилие на участника и постоянството му.

##### Доброволчество
Цел – да се научим как да служим в полза на другите.
Етика – в това направление участниците трябва да изградят усещане за отговорност към своята общност и то да им помогне да станат по-добри граждани. Участниците трябва да се заемат с дейност, при която помагат и/или обслужват други хора, учат се и извличат полза от това.
Фокусът на дейността е да се предостави доброволна служба, за да се подпомогне създаването на грижовна и състрадателна общност, както и развитието на собствените умения на участника. Както е при всички направления на Наградата, участниците се учат в процеса на работа. Чрез редовно извършване на общественополезни дейности за определен период от време, а не за кратък концентриран времеви период, младежът развива за цял живот ангажимент към доброволната служба и усещане за принос към общността. 
Изисквания – Дейностите в полза на другите са част от Наградата, при която участниците ще имат реално влияние върху живота на хората. Много е важно те да са добре обучени и подготвени, така че това влияние да е положително.

##### Приключенско пътуване
Цел – насърчаване на приключенския и откривателски дух, чрез предприемане на пътешествие в група.
Етика – това направление цели да даде на участниците едно уникално, предизвикателно и паметно преживяване. Пътешествието, за чиято цел е постигнато съгласие, трябва да бъде предприето в малък екип в непозната околна среда, а приключването му изисква решимост, физическо усилие, постоянство и сътрудничество.
Ключовите елементи в това направление са екипната работа в планирането и изпълнението, на фона на реалните предизвикателства, провокирани от една непозната околна среда. Избраната околна среда трябва да бъде предизвикателна, но в рамките на възможностите на екипа.
Типове Приключение – съществуват три типа пътешествия, които могат да влязат в рамките на това направление:
1. Изследване
2. Експедиция
3. Друго приключенско пътуване
Всички приключенски пътувания трябва да имат ясно заявена цел, която може да бъде развита и променена през периода на обучение и подготовка. Това се прави с цел участниците да развият връзка с района, в който пътешестват, а сетивата им да са нащрек за заобикалящото ги, да наблюдават и да отбелязват подходящи факти и усещания.

##### Проект в полза на местната общност
Цел – Разширяване на опита чрез обвързване с други хора в местна среда.
Етика – Проектът в полза на местна общност дава на участниците възможност за споделени целеустремени преживявания с хора извън обичайното им обкръжение, при работа с обща цел. Това трябва да е преживяване, разширяващо възгледите и хоризонтите на участника.
Изисквания – Тези изисквания важат само за ниво Злато.
От участника се изисква да предприеме споделена целеустремена дейност с хора, които не са негови обичайни колеги или приятели, на непознато място. Дейността трябва да се извършва за период от поне четири нощи и пет последователни дни.
При изключителни обстоятелства, ангажиментът може да бъде разпределен в продължение на два уикенда. При тези обстоятелства по същата дейност трябва да се работи и през двата уикенда и това трябва да стане в рамките на същия 12-месечен период.
Проектът в полза на местна общност може да бъде свързан с дейности, следвани в другите направления на наградата.
Схемата обяснява нагледно особеностите на трите Нива в програмата и връзката им с направленията в нея.

### Основатели
Теодор Василев, НЧ „Бъдеще сега 2006“
Огнян Гъдуларов
Милена Ленева, съучредител и изпълнителен директор на фондация „Темпо“

### Почетен Тръст
Светлозар Петров, управител, Job Tiger и председател на Наградата в България
Евгени Ангелов, бивш икономически съветник на Президента на Република България
Елена Маринова, президент на Мусала Софт
Елица Баракова, изпълнителен директор, Фондация „Помощ за благотворителността в България“
Левон Хампарцумян, главен изпълнителен директор и председател на Управителния съвет на УниКредит Булбанк
Красимира Величкова, изпълнителен директор, Българския дарителски форум
Николай Божилов, изпълнителен директор на „Юнимастърс Лоджистикс“ АД
Саша Безуханова, основател на MoveBG
Теодор Василев, председател НЧ „Бъдеще сега“
Христо Христов, изпълнителен директор на най-голямата дигитална медийна и технологична компания в България – Нетинфо

### Патрони и световните лидери на наградата
Създадена в началото на 2014 г., Фондация „Международна Награда на Херцога на Единбург – България“ е организацията, официално лицензирана да предоставя и координира Наградата в България. Патрон на Наградата в България е ген. Румен Радев, Президент на Р. България.
Принц Филип, Херцогът на Единбург подкрепя програмата от самото начало в продължение на над 50 години. Много често той изказва благодарност не само към успешните млади хора в програмата, но и към възрастните, които ги подпомагат в процеса на личностно усъвършенстване.
Наградата се ползва с подкрепата и одобрението на редица световно признати лидери. Те насърчават развитието на Наградата и нейната роля в областта на младежката политика и развитие.